# Yding Skovhøj
El Yding Skovhøj és un dels punts més elevats de Dinamarca, està situat al sud del llac Mossø, al sud-oest de la ciutat de Skanderborg però dins del municipi veí de Horsens.
Amb els seus 172,54 metres d'altura sobre el nivell del mar aquest turó és el punt més elevat del país si s'inclou el túmul funerari de l'edat del bronze que hi ha al seu cim. Si no es considera aquesta estructura artificial construïda per l'home la seva altura és de 170,77 metres, 9 centímetres més petit que el Møllehøj que amb els seus 170,86 m és considerat oficialment com el punt més elevat de Dinamarca, mentre que l'Ejer Bavnehøj amb els seus 170,35 m en seria el tercer.
El turó es troba al bosc de Yding, i d'aquí el seu nom, en danès la paraula per bosc és Skov i høj significa alt. El Yding Skovhøj és un del tres túmuls funeraris de la zona, els altres dos són una mica més baixos, el de l'est fa 171,73 m i el de l'oest 171,41 m.
Fins a l'any 1941 el Yding Skovhøj va ser considerat el punt més elevat de Dinamarca, però llavors es va descobrir que hi havia un túmul funerari que augmentava la seva altura artificialment i això va encetar una discussió sobre la conveniència que el punt més alt del país no havia de considerar estructures artificials fetes per l'home. Això va portar a que l'Ejer Bavnehøj passés a ser considerat el punt culminant del país. Finalment, unes noves mesures fetes el 2005 van revelar que Møllehøj era més alt que tot dos.